# Бобрик (притока Псла)
Бо́брик — річка в Україні, в Сумській та Полтавській області. Ліва притока Псла.
Довжина 22 км, площа басейну 98,5 км². Похил річки 1,9 м/км.
Бере початок у с. Семенівка, тече переважно на південний захід через села Березів Яр, Пашкине, Лебединий Бобрик і біля с. Бобрик впадає у р. Псел.
На більшій частині течії річка пересихає. У річку впадає кілька балок та безіменних струмків, на руслі створено один ставок.